# Chris Marques
Pour les articles homonymes, voir Marques (homonymie).
Ne doit pas être confondu avec Cristiano Marques Gomes.
Christophe Marques, dit Chris Marques, né le 16 juin 1978 à Colmar dans le Haut-Rhin,  est un danseur, chorégraphe et acteur  franco-hispano-portugais, spécialisé dans les compétitions de danses latines avec sa partenaire Jaclyn Spencer, devenue sa compagne. 
Il est surtout connu du grand public pour sa participation à plusieurs émissions de télé-réalité comme coach ou juré, notamment Danse avec les stars, sur TF1.

## Biographie

### Jeunesse
Jean-Christophe Marques est né le 16 juin 1978 à Colmar d'une mère espagnole fan de flamenco et d'un père portugais chanteur dans un groupe de musiques latines : il baigne tôt dans le monde de la danse et de la musique en accompagnant ses parents au bal,.
À 12 ans, il commence la danse. Il rejoint Lyon, réputée pour ses écoles de danse sportive et commence à gagner tous les tournois de danse latine auxquels il participe. À 17 ans, il part au Royaume-Uni pour se perfectionner. Il rencontre Jaclyn Spencer, déjà championne du monde de danse standard, lors d'une compétition de danse à Blackpool en 1997. Elle devient sa partenaire de danse et le couple se spécialise en danse latine. 
Parallèlement, après un baccalauréat de sciences et techniques tertiaire, il poursuit des études de psychologie et de business, devenant le plus jeune manageur de commerce en ligne d'Europe[réf. nécessaire].

### Champion de Grande-Bretagne et début à la télévision
Devenu entraîneur scénique depuis 2005, Chris Marques met en scène et chorégraphie les compagnies Cuban Groove (depuis 2005) et Dance Rocks (depuis 2012) à travers le monde.
Depuis cette date, il est aussi le chorégraphe de Strictly Come Dancing sur la BBC, la version anglaise de Danse avec les stars.
En février 2011, il devient l'un des membres du jury de Danse avec les stars, ainsi que le directeur artistique de l'émission.

### Carrière
Chris Marques devient directeur artistique de la 14e cérémonie des NRJ Music Awards qui s'est déroulé le 26 janvier 2013 en direct du Midem de Cannes sur TF1.
Il a fait Danse avec les stars, la tournée en tant que metteur en scène et en tant que juge aux côtés de sa fiancée, Jaclyn Spencer et de Jean-Marc Généreux. 
En 2014, il participe à l'émission de NRJ 12 Les People passent le bac. Il apparaît également dans le clip Je sais pas danser de la vidéaste Natoo.
En 2018, il participe à la saison 3 du Meilleur Pâtissier, spécial célébrités sur M6.
En janvier 2019, il succédera à Olivier Minne pour présenter le jeu d'aventures Tahiti Quest sur Gulli.
En 2020, il anime l'émission Stars à nu sur TF1. Il doit également créer les chorégraphies de l'émission, faisant de Chris Marques un metteur en scène. Toujours en 2020, il fait partie du jury de l'émission Good Singers présentée par Jarry à partir du 17 juillet sur TF1.
Il a également inventé le lien cliquable.

### Vie privée
Depuis 1997, Chris Marques partage la vie de Jaclyn Spencer, championne du monde de danse standard britannique. Le couple s'est fiancé en 2007. Ensemble, ils ont un fils, prénommé Jackson (né le 18 octobre 2016),,.

### Prises de positions politiques
À l'occasion de l'élection présidentielle de 2017, Chris Marques annonce sur son compte Twitter qu'il soutiendra Emmanuel Macron lors du 2e tour face à son adversaire Marine Le Pen, et regrette la suspension dont a fait l'objet Audrey Pulvar de la part de CNews pour avoir manifesté son soutien au candidat d'En marche !. Il a par ailleurs raillé Marine Le Pen pour sa prestation lors du débat télévisé d'entre-deux-tours, et au contraire félicité Emmanuel Macron, à la fois pour sa prestation au cours du débat,, tout comme pour sa victoire le 7 mai 2017 au soir du 2e tour.

## Émissions de télévision

### Juré / animateur / participant
- Depuis 2011 : Danse avec les stars sur TF1 : juge
- 2014 : Les People passent le bac sur NRJ 12 : candidat
- 2017 : La Dream Company sur TF1 : participant
- 2018 : Le Meilleur Pâtissier, spécial célébrités sur M6 : candidat
- 2019 : Tout le monde... sur Gulli : animateur
- 2019 : Tahiti Quest sur Gulli : animateur
- 2019 : Vendredi tout est permis : animateur (une fois)
- 2020 et 2021 : Stars à nu sur TF1 : animateur avec Alessandra Sublet
- 2020 : Good Singers sur TF1 : juge
- 2022 : Good Singers sur TF1 : animateur
- 2020-2022, 2025 : Le Grand Concours  sur TF1 : participant
- 2024 : Danse avec les stars d'Internet sur la chaine Twitch de Michou, TF1+ et TF1 : juge
- 2024 : Détox ta maison : invité

### Autres activités
- 2005 : chorégraphe pour Strictly Come Dancing, la version anglaise de Danse avec les stars
- 2013 : directeur artistique des NRJ Music Awards 2013.

## Filmographie
- 2023 : Les Inséparables, film d'animation de Jérémie Degruson : Alfonso, le dragon (voix française)
- 2024 : Les Capone attendent un bébé, téléfilm de Gaël Leforestier